# 大石板水库
大石板水库（英語：Dashiban Reservoir）是中国湖北省麻城市夫子河镇境内的一座兼有防洪、灌溉、发电、养殖于一体的水库，位于夫子河上游。
2016年7月，黄冈地区遭受特大暴雨洪涝灾害，夫子河镇受灾严重，6日凌晨，大石板水库告急，出现严重管涌险情。经过抢险，水库未发生决堤。